# Kunnahalli, Madhugiri
Kunnahalli là một làng thuộc tehsil Madhugiri, huyện Tumkur, bang Karnataka, Ấn Độ.